# Henk Snepvangers
Henk A. Snepvangers (Bergen op Zoom, 27 februari 1939 - Oeffelt, 12 november 2021) was een Nederlandse atleet, die zich had toegelegd op de middellange afstanden, met name de 1500 m. Hij veroverde op die afstand zeven nationale titels op rij en was gedurende vier jaar hierop tevens nationaal recordhouder. Daarnaast vestigde hij Nederlandse records op de Engelse mijl en de 2000 m.

## Loopbaan

### In één klap aan de top
Had in 1960 nog vrijwel niemand van hem gehoord, een jaar later manifesteerde Snepvangers zich in één klap aan de top van de Nederlandse middellange afstand. Eerst klopte hij bij de wedstrijden om de Gouden Spike in Leiden op de 800 m in de eindsprint verrassend de favoriet voor de zege Harry Janssen. Later, tijdens de Nederlandse kampioenschappen van 1961 in Vlaardingen won hij de 1500 m. Dit deed hij op spectaculaire wijze door in de finale op 200 meter van de finish zijn eindrush in te zetten en vanaf de vierde plaats naar voren te sprinten. Enkele meters voor de finish had hij de koploper te pakken. Dat was opnieuw Harry Janssen.
Met deze overwinning zette de Brabander zijn stempel op deze afstand, want in de erop volgende zes jaar was hij hierop tijdens de NK’s heer en meester. Zeven achtereenvolgende nationale titels op deze afstand was een in Nederland zelden vertoonde overmacht.

### Vlaggendrager op EK 1962
In 1962 toonde Snepvangers al vroeg in het seizoen zijn goede vorm door bij de interlandwedstrijd tegen België en Mittelrhein in Antwerpen de 1500 m te winnen in 3.47,3, wat op dat moment de derde beste tijd ooit was op de Nederlandse allerbesten lijst. Na verschillende andere sterke optredens op de 1500 m en een opvallende overwinning op de Engelse mijl tijdens de Highland Games in Edinburgh, waar hij niet alleen  enkele Schotten, maar ook een tiental andere Britse lopers zijn hielen liet zien, besloot de KNAU hem uit te zenden naar de Europese kampioenschappen in Belgrado. Hij was bovendien verkozen tot vlaggendrager bij de openingsceremonie in het stadion van Belgrado, wat door hem als debutant als een hele eer werd ervaren. Tientallen jaren later vertelde Snepvangers daarover in een artikel in 'De Vriendenband', het blad van de vereniging van oud-atleten Vrienden van de Atletiek. "Voor mij was het hele gebeuren een sprookje. Ik deed nog maar twee jaar aan atletiek en had niet aan de limiettijd die voor selectie was gesteld, voldaan. Op basis van snelle vordering en toekomstverwachting werd ik geselecteerd. Door enkele kritische journalisten werd dan ook twijfel geuit over mijn uitverkiezing, die later verstomde na mijn optreden tijdens dit kampioenschap." In de door de Fransman Michel Jazy gewonnen finale werd Snepvangers zevende in 3.44,8, slechts één seconde boven het Nederlandse record van Wim Slijkhuis uit 1949.

### Wel record, maar geen Spelen
In 1963 wist Snepvangers zijn beste tijd op de 1500 m van de EK in 1962 niet te verbeteren, al kwam hij er op de Internationale Militaire kampioenschappen in Brussel met zijn tweede plaats in 3.45,6 dichtbij. Het jaar erna richtte Snepvangers zich, naast de 1500 m, vooral ook op de langere afstanden tot en met de 10.000 m, maar tot prestaties die eruit sprongen leidde dit niet. Wel veroverde hij dat jaar, naast zijn inmiddels gebruikelijke 1500 metertitel, zijn eerste en enige nationale titel bij de Nederlandse veldloopkampioenschappen. En eind augustus vestigde hij bij wedstrijden in Maastricht zijn eerste nationale record: op de weinig gelopen 2000 m kwam hij tot 5.16,1, een verbetering met 3,5 seconden van het bestaande record uit 1951. De Olympische Spelen in Tokio bleven echter uit het zicht van Snepvangers.

### Tweede record
In 1965 concentreerde Snepvangers zich weer op de middellange afstanden en dat leverde hem weer snellere tijden op zowel de 800 als de 1500 m op, respectievelijk 1.50,5 en 3.44,7, de laatste tijd gelopen tijdens de Internationale Militaire kampioenschappen in Saloniki, waar hij tweede werd. Vervolgens schreef hij evenals het jaar ervoor eind augustus opnieuw een nationaal record op zijn naam. Deze keer was het de Engelse mijl, waarop hij zijn pijlen had gericht. In Breda kwam hij op deze afstand tot 4.04,8, waarmee hij bijna vier volle seconden afhaalde van het bestaande record uit 1958.

### Teleurstelling op EK
In 1966 slaagde Snepvangers erin, negen dagen nadat hij in Wenen in 1.50,1 de snelste 800 m uit zijn carrière had gelopen, om op 24 juli in Breda het legendarische nationale record op de 1500 m van Wim Slijkhuis van 3.43,8 uit 1949 te verbeteren tot 3.42,2. Het leverde hem direct een plaats op in de Nederlandse ploeg voor de EK in Boedapest, die eind augustus van start zouden gaan. Daar kwam de gloednieuwe Nederlandse recordhouder in zijn 1500 m-serie echter totaal niet uit de verf. Een eerste matige 800 meter, gevolgd door een aanzienlijk sneller tweede deel van zijn race, werden hem noodlottig en hij eindigde kansloos als achtste in 3.51,5.

### Laatste fase
In de laatste fase van zijn atletiekloopbaan nam Snepvangers deel aan de eerste officiële Nederlandse indoorkampioenschappen, die in de oude RAI in Amsterdam werden georganiseerd. Bij die gelegenheid slaagde hij erin om de 3000 m te winnen, waarmee hij de allereerste Nederlandse indoorkampioen werd op dit onderdeel. Het was tevens zijn laatste nationale titel.
Gedurende zijn carrière nam hij deel aan 29 interlandwedstrijden.

### Beroep en vereniging
Snepvangers, militair van beroep, was lid was van MOC '17, de atletiekafdeling van de RK-sportvereniging MOC '17 in Bergen op Zoom, wat in feite een voetbalvereniging was. Later ontstond hieruit de zelfstandige atletiekvereniging Spado.

## Nederlandse kampioenschappen
Outdoor
| Onderdeel                 | Jaar                                     |
| ------------------------- | ---------------------------------------- |
| 1500 m                    | 1961, 1962, 1963, 1964, 1965, 1966, 1967 |
| veldlopen (lange afstand) | 1964                                     |

Indoor
| Onderdeel | Jaar |
| --------- | ---- |
| 3000 m    | 1969 |

## Records

### Persoonlijke records
Outdoor
| Onderdeel   | Tijd           | Datum            | Plaats     |
| ----------- | -------------- | ---------------- | ---------- |
| 800 m       | 1.50,1         | 15 juli 1966     | Wenen      |
| 1500 m      | 3.42,2 (ex-NR) | 24 juli 1966     | Breda      |
| 1 Eng. mijl | 4.04,8 (ex-NR) | 28 augustus 1965 | Breda      |
| 2000 m      | 5.16,1 (ex-NR) | 29 augustus 1964 | Maastricht |
| 3000 m      | 8.14,6         | 8 september 1963 | Oisterwijk |

Indoor
| Onderdeel | Tijd   | Datum        | Plaats    |
| --------- | ------ | ------------ | --------- |
| 3000 m    | 8.36,4 | 2 maart 1969 | Amsterdam |

## Palmares

### 800 m
- 1961:  Gouden Spike - 1.53,4
- 1965:  Gouden Spike - 1.53,0
- 1970:  NK - 1.53,4

### 1500 m
- 1961:  NK - 3.54,5
- 1961: 9e Internat. Militaire kamp. te Brussel - ?
- 1962:  Interl. België–Ned.–Mittelrhein - 3.47,3
- 1962:  Interl. Denemarken–Ned. - 3.50,9
- 1962:  NK - 3.53,9
- 1962:  Internat. Militaire kamp. te Den Bosch - 3.48,2
- 1962: 7e EK te Belgrado - 3.44,8
- 1963:  NK - 3.54,4
- 1963:  Internat. Militaire kamp. te Brussel - 3.45,6
- 1964:  NK - 3.48,3
- 1964: 9e Internat. Militaire kamp. te La Coruna – 3.54,9
- 1965:  NK - 3.46,8
- 1965:  Internat. Militaire kamp. te Saloniki - 3.44,7
- 1966:  NK - 3.47,2
- 1966: 8e in serie EK te Boedapest - 3.51,5
- 1967:  NK - 3.53,2
- 1969: 6e Internat. Militaire kamp. te Poitiers – 3.54,9
- 1969: DNF NK (in serie 3.55,4)

### 1 Eng. mijl
- 1962:  Highland Games te Edinburgh - 4.10,1

### 3000 m
- 1964:  Gouden Spike - 8.22,0
- 1969:  NK indoor - 8.36,4

### veldlopen
- 1964:  NK te Harderwijk (lange afstand = 10.000 m) - 34.13